# Didier Mouron

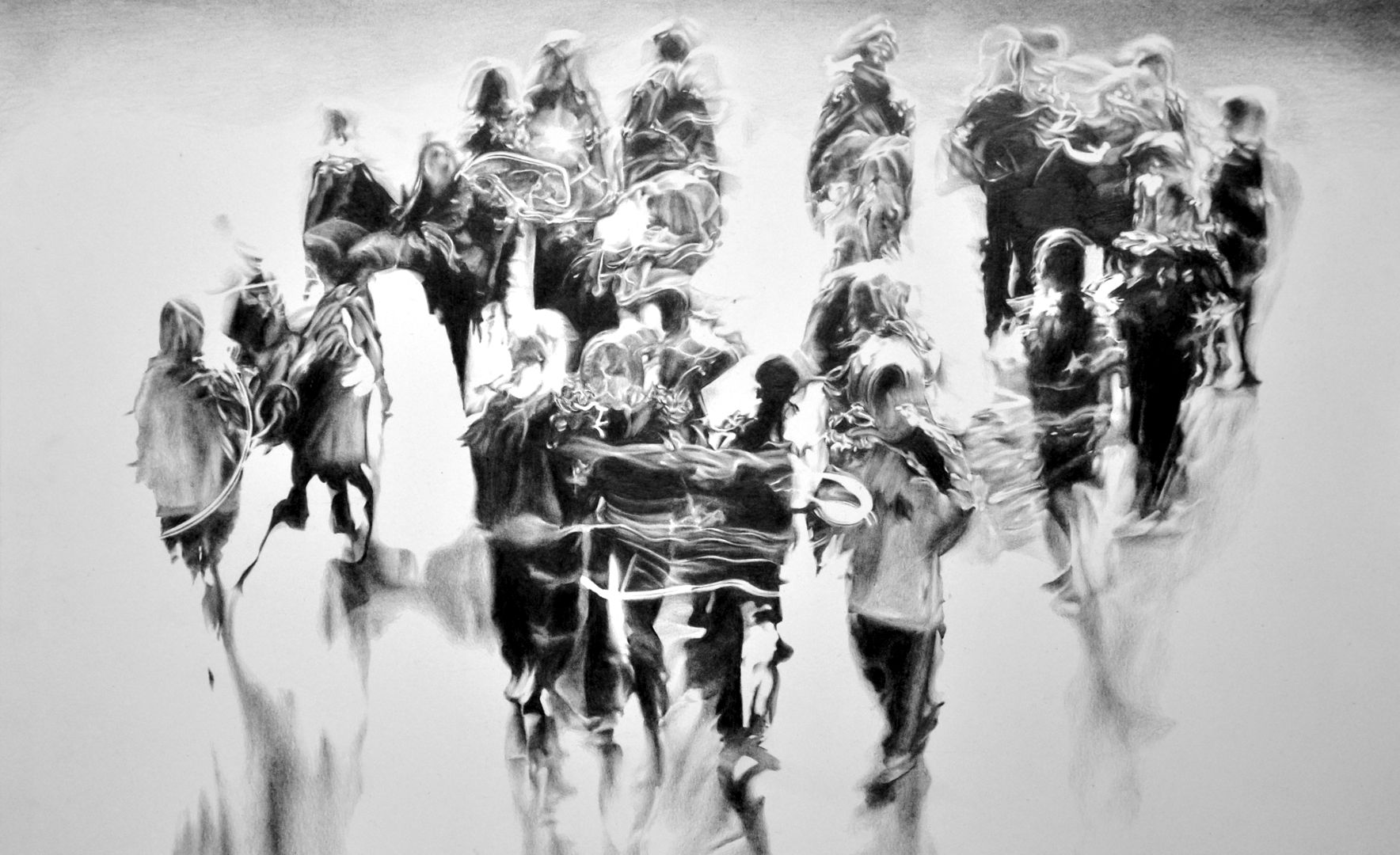
Combien étaient-ils ?, 2011

Didier Mouron (* 3. Juli 1958 in Vevey) ist ein aus der Schweiz stammender kanadischer Bleistift-Künstler. Zusammen mit seiner Frau und dem gemeinsamen Sohn Quentin Mouron lebt Didier Mouron auf deren Appaloosa-Ranch bei Québec.

## Werke (Auswahl)
- 1985 La Marée Descendante
- 1985 Rencontre avec Déméter
- 1992 Toujours en Vie
- 2005 Le Jugement de Pâris
- 2005 Paroles de Jesrad